# Rio 2
Rio 2 – amerykański film animowany zrealizowany w technologii 3D w reżyserii Carlosa Saldanha. Jest on kontynuacją filmu Rio z 2011 roku.

## Obsada

### Wersja oryginalna
- Jesse Eisenberg jako Blu
- Anne Hathaway jako Jewel
- Leslie Mann jako Linda
- Jemaine Clement jako Nigel
- George Lopez jako Rafael
- Jamie Foxx jako Nico
- will.i.am jako Pedro
- Rodrigo Santoro jako Tulio
- Jake T. Austin jako Fernando
- Tracy Morgan jako Luiz
- Bebel Gilberto jako Eva
- Andy García jako Eduardo
- Bruno Mars jako Roberto
- Kristin Chenoweth jako Gabi
- Rita Moreno jako Mimi
- Rachel Crow jako Carla
- Amandla Stenberg jako Bia
- Pierce Gagnon jako Tiago

## Wersja polska
Opracowanie wersji polskiej: Studio Sonica

Nagrania: Mafilm audio Budapeszt

Reżyseria: Piotr Kozłowski

Tłumaczenie i dialogi: Michał Wojnarowski

Montaż: Agnieszka Stankowska

Kierownik produkcji: Agnieszka Kudelska

W wersji polskiej wystąpili:
- Grzegorz Drojewski – Blu
- Agnieszka Dygant – Julia
- Agata Buzek – Linda
- Wojciech Paszkowski – Tulio
- Wiktor Zborowski – Nigel
- Miłogost Reczek – Rafael
- Piotr Bajtlik – Nico
- Krzysztof Pluskota – Pedro
- Rafał Fudalej – Fernando
- Krzysztof Kowalewski − Luiz
- Miriam Aleksandrowicz − Eva
- Zbigniew Konopka − Eduardo
- Paweł Ciołkosz − Roberto
- Magdalena Stużyńska-Brauer − Gabi
- Barbara Zielińska − Mimi
- Julia Chatys − Carla
- Magdalena Kusa − Bia
- Mateusz Ceran − Tiago
- Waldemar Barwiński − Felippe

W pozostałych rolach:
- Mirosław Zbrojewicz
- Robert Jarociński
- Jan Aleksandrowicz-Krasko
- Franciszek Dziduch
- Michał Zieliński
- Janusz Wituch
- Julia Siechowicz

## Fabuła
Blu i Julia wraz z trójką swoich dzieci postanawiają porzucić życie w Rio de Janeiro i wyruszyć w podróż do amazońskiej dżungli. Oprócz wielu dzikich zwierząt spotykają tam również dawno zaginionego ojca Julii, który ukrywa się w dżungli wraz z grupą innych ptaków.

## Produkcja
W styczniu 2012 r. Sérgio Mendes w jednym z wywiadów udzielonych po otrzymaniu nominacji do Oscara za najlepszą piosenkę powiedział, że prawdopodobnie powstanie kontynuacji filmu Rio, a jego reżyser Carlos Saldanha planuje wydać go w 2014 r. kilka miesięcy przed mundialem w Brazylii. Także przedstawiciele wytwórni 20th Century Fox potwierdzili, że są zainteresowani filmem.
W kwietniu 2012 r. internetowy serwis deadline.com doniósł, że Jesse Eisenberg podpisał z wytwórnią umowę i ponownie będzie podkładał głos pod Blu, podobnie jak Anne Hathaway wcielająca się w rolę Julii. W październiku 2012 r. magazyn Variety ogłosił, że Carlos Saldanha oficjalnie podpisał pięcioletni kontrakt z wytwórnią 20th Century Fox i zajmie się reżyserią drugiej części Rio. 28 listopada 2012 roku zmarł na raka scenarzysta pierwszego filmu Don Rhymer, który pracował nad jego kontynuacją. W styczniu 2013 r. swój udział w filmie potwierdził również Rodrigo Santoro użyczający głosu ornitologowi Tulio Monteiro. 18 kwietnia 2013 r. 20th Century Fox i Blue Sky Studios zaprezentowały pierwszy zwiastun filmu podczas CinemaCon w Las Vegas, a 14 maja ten sam trailer pojawił się w sieci.

## Kontrowersje
Kanadyjski mówca Stefan Molyneux skrytykował Rio 2 mówiąc, że jest seksistowski i mizoandryczny. W swoim przemówieniu na YouTube zarzuca twórcom filmu, że przedstawiają wszystkie możliwe stereotypy o mężczyznach i że wszystkie postacie męskie są albo zdegenerowane, albo jeśli inteligentne, to całkowicie aspołeczne (Blu i Tulio), a postacie żeńskie są nieskazitelne i umieją sobie radzić w trudnych sytuacjach (Julia i Linda). Najbardziej oburzony był tym, że pobratymcy przez cały film pastwią się nad Blu, a gdy ten mówi Julii, że chce wrócić do Rio, ona zarzuca mu, że jest samolubem. Całość podsumował mówiąc, że Rio 2 uczy widzów, że kobieta ma zawsze rację, a wszystko, co wymyśli mężczyzna jest nieprawidłowe i błędne.